# Vasbaktériumok
A vasbaktériumok a baktériumok olyan, filogenetikusan heterogén csoportja, amelynek tagjai növekedve vas- illetve mangán-oxi-hidroxid csapadékkal vonják be sejtjeiket.

## Élettevékenységeik és annak termékei
Egyes csoportjaikról:
- Thiobacillus ferrooxidans,
- Gallionella spp.

kimutatták, hogy e változó vegyértékű kationok oxidálásával nyernek energiát; ezek az úgynevezett kemolitotróf autotrófok.
Más csoportjaik, az úgynevezett organotróf szervezetek (Crenothrix, Leptoothrix, Metallogenium, Ochrothrix spp. stb.) életműködésének mechanizmusát még nem tárták fel. Laboratóriumi vizsgálatukat igen megnehezíti, hogy szélsőségesen alkalmazkodnak élőhelyük feltételeihez, és ezek pontos rekonstruálása módfelett nehéz.
A kiváló, tömegesen rozsdavörös–barnás árnyalatú csapadék a baktériumok tokjában, hüvelyében és nyelében halmozódik fel. A savanyú, reduktív talajokban, illetve tőzeglápokban élő vasbaktériumok élettevékenységének eredményei az üledékes gyepvasérctelepek. A vízvezetékcsövekben gumókat (úgynevezett tuberkulumokat) hoznak létre.

## Hasznosításuk
Oxidált állapotukban a vas és a mangán vegyületei is jóval kevésbé oldékonyak, mint redukált formájukban. A kiváló csapadék laza, pelyhes, óriási fajlagos felületű kolloid, amin előszeretettel kötődnek meg a legkülönfélébb fémionok. Ezt kihasználva a proteobaktériumok közé tartozó, Gram-negatív, viszonylag tűrőképes (pH: 1,5–4,7) Thiobacillus ferrooxidanst (és más thiobacillusokat) az ércbányászatban szulfidércek kilúgzására használják: ezzel a baktériummal csapatják ki a redukált állapotban oldatba vitt fémionokat, majd a csapadékot kohósítják: ez a folyamat a biometallurgia.
A módszert a trópusoktól a meleg mérsékelt éghajlati övig szegényércek mélységi művelésére és meddőhányók újrahasznosítására egyaránt használják.